# Operațiunea Neptun
Pentru o operațiune de dezinformare din 1964, vedeți Operațiunea Neptun (spionaj).
Operațiunea Neptun, cunoscută și ca Debarcările din Normandia, a fost asaltul și operațiunile amfibii din timpul Operațiunii Overlord declanșată de Aliații occidentali pentru deschiderea celui de-al doilea front în timpul celui de-al Doilea Război Mondial. Ziua Z inițială pentru declanșarea operațiunii (5 iunie) a fost amânată cu 24 de ore, pentru 6 iunie 1944. Atacul inițial a avut două faze: o debarcarea a parașutiștilor americani și britanici (printre ei se afla și un batalion canadian) la scurtă vreme după miezul nopții și o debarcare amfibie a infanteriștilor și diviziilor blindate aliate pe plajele Franței, care a fost declanșată la ora 06:30. Operațiunea a presupus transpotarea a numeroși soldați și a unei uriașe cantități de materiale din Anglia și Țara Galilor cu ajutorul avioanelor de mare capacitate și a vaselor comerciale, cât și asigurarea condițiilor pentru desfășurarea cu succes a debarcărilor – asigurarea superiorității aeriene și maritime totale în zona Canalului Mânecii, cât și sprijinirea infanteriei debarcate prin intermediul bombardamentelor aeriene și navale.
În operațiune au fost implicați peste un milion de oameni, dintre care peste 195.000 de civili din marina comercială. Operațiunea Neptun a fost declanșată în largul coastelor Normandiei și în peninsula Cotentin, pe cinci plaje – Gold, Juno, Omaha, Sword și Utah.

## Prognoza meteo
Factorul determinant pentru stabilirea datei debarcării a fost prognoza meteo. În această fază a războiului, submarinele germane fuseseră alungate din Atlantic iar stațiile lor meteorologice din Groenlanda au fost închise. Aliații au reușit să aibă avantajul de a fi singura tabără care cunoștea condițiile meteo din Atlantic, ceea ce avea să se dovedească decisiv.
Planificatorii aliați au apreciat că debarcarea avea nevoie de o lună plină atât pentru piloții de avioane, cât și pentru a folosi nivelul maxim al mareei de vară. Această condiție a limitat perioada de declanșarea a operațiunii la câteva zile pe lună. Eisenhower a ales ziua de 5 iunie pentru declanșarea atacului. Pentru cea mai mare parte a lunii mai, vremea a fost bună, dar s-a deteriorat rapid la începutul lui iunie. Pe 4 iunie, condițiile erau absolut inacceptabile pentru declanșarea debarcării – vântul bătea cu putere, valurile înalte făceau imposibilă lansarea vaselor de debarcare iar plafonul de nori aflat la o înălțime redusă împiedica avioanele să-și găsească țintele. Convoaiele aliate de debarcare aflate deja în marș pe mare au fost obligate să se retragă la adăpost în golfurile din sudul Angliei.
Exista posibilitatea ca toată operațiunea să fie anulată, iar trupele să fie trimise înapoi în taberele lor, ceea ce ar fi fost o operațiune riscantă din mai multe puncte de vedere: în primul rând era vorba de un flux uriaș de oameni și de materiale, iar în al doilea rând exista primejdia ca secretul operațiunii să nu mai poată fi păstrat. Următoarea perioadă cu lună plină avea să apară peste o lună. Pe 5 iunie a avut loc o întâlnire de maximă importanță la care au participat comandanții debarcării și meteorologul șef al lui Eisenhower, căpitanul J.M. Stagg. Stagg a anunțat o îmbunătățire a condițiilor meteo pentru ziua următoare. Bernard Law Montgomery și șeful statului major al lui Eisenhower, Walter Bedell Smith, erau în favoarea declanșării debarcării pe 6 iunie. Leigh Mallory avea îndoieli în ceea ce privește posibilitatea succesului debarcării în acele condiții, iar amiralul Bertram Ramsay credea că vor exista condiții favorabile la limită pentru declanșarea invaziei. Eisenhower s-a bazat pe prognoza lui Stagg și a dat ordinul de declanșare a operațiunii.
În acest timp, germanii se considerau în siguranță date fiind condițiile meteo proaste și au apreciat că în următoarele câteva zile nu va fi posibilă declanșarea unei invazii. Mai mulți comandanți cu rang înalt lipseau de la posturile lor de conducere. De exemplu, Erwin Rommel își luase câteva zile de permisie pe care urma să le petreacă cu familia. Mai mulți comandanți de divizii, regimente și batalioane erau absenți de la posturile lor fiind prezenți la conferințe de război.

## Coordonarea cu rezistența franceză
Planul Overlord se baza mult și pe cooperarea cu rezistența franceză. Serviciile speciale britanice a pus la punct cu ajutorul rezistenței franceze o campanie masivă de sabotaje, care viza distrugerea căilor ferate, șoselelor și podurilor rutiere, a liniilor telefonice și telegrafice și a posturilor de transformare. Rezistența a fost alertată cu privire la iminența atacului de așa-numitele „mesaje personale”, transmise în timpul emisiunilor în limba franceză a BBC-ului. Zilnic se transmiteau câteva sute de mesaje false sau fără nicio noimă, care mascau de fapt cele doar câteva mesaje care contau.
În șirul de mesaje fără de înțeles emise de BBC la ora 21:00 pe 5 iunie se aflau instrucțiuni codificate precum Les carottes sont cuites (Morcovii au fost gătiți) și Les dés sont jetés (Zarurile au fost aruncate). A existat o pereche de instrucțiuni de extremă importanță, care este considerată de multe ori greșit ca fiind chemarea la insurecția armată adresată rezistenței. Cu doar câteva zile mai înainte de Ziua Z, a fost transmis primul vers (ușor modificat) al poemului lui Paul Verlaine "Chanson d'Automne": „Les sanglots longs des violons de l'automne” Instrucțiunea Long sobs of autumn violins a alertat rețeaua rezistenței Ventrilogul din regiunea Orléans, care avea ca misiune desemnată atacarea unor ținte de pe căile ferate în următoarele zile. Al doilea vers, „Bercent mon coeur d'une langueur monotone” (îmi calmează inima cu o slăbiciune monotonă), transmis pe 5 iunie, anunța că atacurile trebuie declanșate imediat.
Josef Götz, șeful secțiunii de semnalizare a serviciului de contrainformații german (SD) din Paris, a descoperit înțelesul celui de-al doilea vers al poemului lui Verlaine și a încă 14 alte ordine executive criptate emise în ziua de 5 iunie. Secțiunea sa a interpretat corect înțelesul ordinelor: invazia era iminentă sau chiar în curs de desfășurare. Ca atare, Götz și-a alertat superiorii și toți comandanții militari din Franța. De altfel, serviciul său mai trimisese cu o lună în urmă un avertisment asemănător, când aliații începuseră preparativele de invazie și atenționaseră rezistența, invazie care fusese amânată însă datorită condițiilor meteo neprielnice. În ochii comandanților germani, SD-ul lansase o alarmă falsă, iar alarma adevărată de pe 5 iunie a fost pur și simplu ignorată de această dată. Cartierul general al Armatei a 15-a și-a pus în stare de luptă unitățile, dar Armata a 7-a germană a ignorat avertismentul SD-ului.
Pentru a sprijini acțiunile rezistenței, serviciile speciale britanice SOE au plănuit să întărească rețelele clandestine franceze prin trimiterea unor grupuri de câte trei ofițeri de legătură în timpul așa-numitei „Operațiuni Jedburgh”. Grupurile Jedburgh trebuiau să coordoneze și să urmărească parașutările de provizii destinate grupurilor Maquisului din spatele frontului german. De asemenea, în spatele liniilor germane operau în cooperare cu rezistența, dar nu în subordinea directă a SOE, unitățile SAS formate din luptători britanici, francezi și belgieni.

## Activitatea marinei

### Navele participante
Forțele terestre care participau la debarcările de la începutul operațiunii Neptun erau formate din nouă divizii americane, britanice și canadiene. În săptămânile care au urmat primilor debarcați li s-au adăugat noi unități.
Flota de invazie a fost formată din opt flote naționale diferite, cu un total de 6.939 de vase (1.213 vase militare, 4.126 vase de desant și 1.600 de vase de sprijin, inclusiv un număr de vase comerciale).
Comandantul suprem al Forței Expediționare Navale Aliate, destinată protecției de la mică distanță a infanteriei și bombardării amplasamentelor inamice de pe plajă, a fost amiralul Sir Bertram Ramsay. Ramsay fusese responsabilul planificării invaziei de pe plajele Africii de nord din 1942 și avusese comanda unei dintre cele două flote care transportaseră trupe în timpul Operațiunii Husky (invazia aliată din Sicilia) în anul următor. Forța Expediționară Navală Aliată era împărțită în două Grupuri Navale Operative: cea de vest sub comanda contraamiralului Alan G Kirk și cea de est, sub comanda amiralului Sir Philip Vian (un veteran al debarcărilor din Italia).
Navele de război au asigurat acoperirea transportoarelor de trupe împotriva tuturor atacurilor navelor inamice de suprafață, submarine ca și împotriva atacurilor aeriene și au asigurat protejarea infanteriștilor în timpul debarcărilor prin bombardamente navale care au avut ca țintă fortificațiile germane de pe plaje. Printre vasele militare au fost câteva minisubmarine britanice, care au participat la protecția și ghidarea vaselor de desant până în imediata vecinătate a plajelor.

### Perdeaua de protecția navală
O parte importantă a sarcinilor vaselor militare participante la Operațiunea Neptun a fost crearea unei perdele de protecție a căilor de transport a armatei de invazie împotriva oricărei încercări de intervenție a marinei germane de război – Kriegsmarine. Această sarcină a fost încredințată Flotei Metropolitane din cadrul Royal Navy. Britanicii luau în considerație două amenințări germane importante.
Prima era reprezentată de atacurile navelor germane de suprafață ancorate în porturile din Scandinavia și din Marea Baltică. Această amenințare nu s-a materializat de vreme ce, pe la mijlocul anului 1944, navele de linie nazise fuseseră grav avariate ca urmare a diferitelor atacuri aliate, iar crucișătoarele erau folosite doar pentru antrenamente. În plus, cota de combustibil alocată marinei militare germane fusese redusă cu o treime. Inactivitatea marinei germane ar fi putut fi și rezultatul neîncrederii lui Adolf Hitler în capacitățile de luptă ale Kriegsmarine. În mod sigur, marina regală britanică era o forță foarte puternică și care ar fi fost capabilă să respingă orice tentativă de atac al forțelor navale inamice. În plus, Canalul Kiel fusese minat în timpul Operațiunii Bravo.
A doua amenințare majoră era reprezentată de submarinele germane transferate din Atlantic. Avioanele de supraveghere decolate de pe portavioane și de pe aeroporturile din vestul Angliei controlau o fâșie întinsă la est de insulele britanice. Au fost localizate doar câteva submarine germane, iar cele mai multe grupuri de escortă aliate au fost mutate mai aproape de zonele de debarcare.
Aliații au făcut eforturi deosebite pentru interzicerea oricărei penetrări a vaselor gemane din Bretania și din Golful Biscaia. Au fost plasate câmpuri minate (Operațiunea Maple). Activitatea navală germană a fost minoră, iar pe 4 iulie patru distrugătoare au fost scufundate sau forțate să se reîntoarcă în portul Brest.
Pas de Calais fusese închis prin minare, patrulare neîncetată a vaselor și avioanelor aliate, supraveghere aliată și bombardarea porturilor inamice. Forțele navale locale germane erau reduse, dar ar fi putut fi întărite cu vasele din Baltica. Eforturile lor fuseseră concentrate însă pe protejarea Pas de Calais – zona cea mai probabilă de atac a aliaților, în concepția stategilor germani.
Perdeaua de protecție navală a asigurat distrugera celor câteva vase germane care au încercat să străpungă blocada. Niciun submarin german nu a reușit să străpungă blocada și doar câteva vase de suprafață au făcut câteva încercări de atac.

### Bombardmentele navale
Vasele militare au asigurat foc de sprijin forțelor terestre de debarcare. În timpul Operațiunii Neptun, focul de sprijin a fost asigurat de întreaga gamă de vase de război, de la navele de linie și crucișătoare până la distrugătoare și vasele de debarcare. De exemplu, canadienii debarcați pe plaja Juno au fost sprijiniți cu foc de pe vasele de război cu o intensitate cu mult mai mare decât în cazul raidului eșuat de la Dieppe din 1942. Vechile vase de linie HMS Ramillies și Warspite și monitorul HMS Roberts au fost folosite pentru distrugerea bateriilor de coastă de la est de râul Orne. Crucișătoarele au deschis focul asupra bateriilor de coastă de la Ver-sur-Mer și Moulineaux. În plus, mai multe vase de asalt au fost modificate montându-se pe platforme speciale tunuri de 119 mm, lansatoare de rachete, lansatoare de mine sau mitraliere grele destinate acoperirii infanteriștilor în primele minute ale debarcării, în timpul cărora soldații erau cei mai vulnerabili.
Sprijinul artileriei navale nu viza doar instalațiile de pe coastă, ci era destinat și distrugerii concentrărilor de trupe din adâncimea teritoriului inamic, care ar fi încercat să se îndrepte spre plaje. În rapoartele sale, mareșalul Gerd von Rundstedt nota că:
„... Inamicul a deplasat forțe navale foarte puternice în largul coastelor capetelor de pod. Acestea puteau fi folosite ca artilerie foarte mobilă și constant disponibilă, în puncte unde erau necesare pentru apărarea împotriva atacurilor noastre, sau ca sprijin pentru atacul inamic. În timpul zilei, focul lor era dirijat cu pricepere de ... avioanele de observare și de observatori de artilerie tereștri avansați. Datorită capacității focului-rapid a tunurilor navale, ele au jucat un rol important în luptele din raza lor de acțiune. Mișcarea din acea zi a tancurilor în teren deschis care s-a desfășurat în raza de acțiunea a acestor tunuri navale a fost foarte greoaie...”'
Chiar mai înainte de declanșarea invaziei, generalul Eisenhower a transmis mesajul său istoric către toți membrii Forței Aliate Expediționare:
„Sunteți gata să începeți o mare cruciadă, pentru care ne-am pregătit de-a lungul tuturor acestor multe luni.” Generalul purta în bunzunarul său o declarație oficială pentru cazul în care invazia s-ar fi dovedit un eșec.

## Debarcările

### Operațiunile aeropurtate
Succesul debarcărilor aeropurtate depindeau de stabilirea unor poziții fortificate sigure de la care să fie extinse capetele de pod și unde să fie stabilite poziții de aprovizionare care să sprijine corespunzător forțele aliate care înaintau spre interiorul Normandiei. Forțele debarcate pe plaje erau foarte vulnerabile la contraatacurile germane declanșate mai înainte ca soldații aliați să-și poată consolida suficient pozițiile și să fie sprijinite de noi valuri de debarcare. Pentru a limita sau elimina capacitatea germanilor de contraataca în perioada critică a debarcărilor și a primelor ore de pe plaje, au fost concepute mai multe operațiuni aeropurtate pentru cucerirea unor obiective importante precum podurile, intersecțiile de drumuri și diferite zone bine determinate, în special pe flancurile de vest și de est a zonelor de debarcare. Militarii parașutați sau transportați la o anumită distanță de plajele de debarcare cu ajutorul planoarelor trebuiau să faciliteze ieșirea din zona îngustă a plajelor a infanteriștilor debarcați în operațiunile amfibii, iar în unele cazuri trebuiau să anihileze bateriile apărării germane de coastă sau să participe la extinderea mai rapidă a capetelor de pod atacând dinspre interiorul teritoriului ocupat de inamic. Pe flancul vestic al plajei „Utah” au fost parașutate Diviziile a 82-a și a 101-a aeropurtate americaene, iar pe flancul estic a fost parașutată Divizia a 6-a aeropurtată britanică.

#### Operațiunile aeropurtate britanice
La est de zona de debarcare se afla lunca inundabilă dintre râurile Orne și Dives, care erau ideale pentru organizarea unor contraatacuri germane de blindate. Totuși, zonele de debarcare și lunca erau despărțite de râul Orne, care curgea de la nord-est (Caen) în golful râului Sena. Singurul punct de traversare a râului Orne era la nord de Caen la circa 7 km de vărsare, lângă Bénouville și Ranville. Pentru germani, acest pod singurul punct prin care se putea declanșa o manevră de învăluire prin flanc a plajelor. Pentru aliați, podul era vital pentru declanșarea oricărui atac asupra Caenului.
Obiectivele Diviziei a 6-a aeropurtate britanice erau capturarea podului de la Bénouville-Ranville, apărarea acestuia împotriva inevitabilului atac al blindatelor germane, distrugerea bateriilor germane de artilerie de la Merville, care amenințau plaja „Sword” și în plus distrugerea a cinci poduri peste râul Dives pentru a împiedica mișcarea trupelor germane dinspre est.
Parașutiștii din Brigăzile a 3-a și a 5-a britanice, care includeau și Regimentul I canadian, au început salturile după miezul nopții zilei de 6 iunie și au intrat imediat în luptă cu elemente ale Diviziei a 716-a de infanterie germană. În zori, grupul de blindate „von Luck” din cadrul Diviziei a 32-a Panzer a contraatacat dinspre sud pe ambele maluri ale râului Orne. Până în zori, parașutiștii stabiliseră un perimetru defensiv în jurul capului de pod. Ambele tabere au suferit pierderi importante, dar parașutiștii au reușit să reziste pe poziții. La scurtă vreme după prânz, parașutiștii au fost sprijiniți de Brigada I-a a serviciilor speciale britanice. Până la sfârșitul zilei, Divizia a 6-a își atinsese toate obiectivele. Pentru mai multe zile, atât britanicii cât și germanii s-au luptat din greu pentru capul de pod de pe râul Orne. Astfel, divizia a 346-a de infanterie germană a reușit să străpungă linia defensivă aliată la căpătul ei est pe 10 iunie. În cele din urmă însă, parașutiștii britanici au reușit să copleșească infanteriștii germani care se apărau în tranșeele de la Bréville pe 12 iunie. Germanii nu au mai reușit să amenințe în mod serios capul de pod în zilele care au urmat. Divizia a 6-a britanică a rămas pe poziții până când a fost evacuată la începutul lunii septembrie.

#### Operațiunile aeropurtate americane

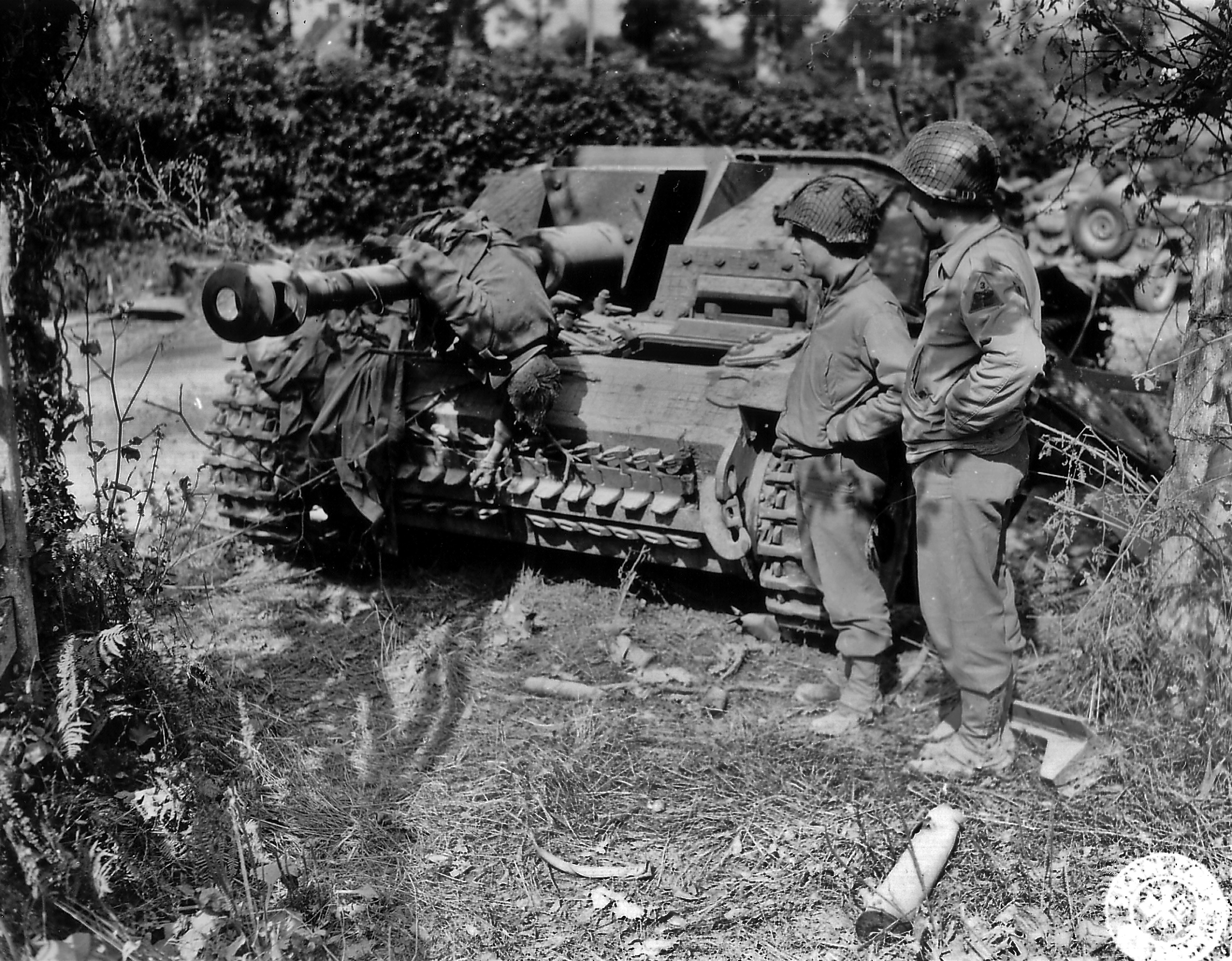
Militari americani din Divizia a 3-a blindată examinând un tun de asalt „Sturmgeschütz III” distrus, cu un membru al echipajului german atârnând de țeava tunului

Diviziile a 82-a și a 101-a aeropurtate, cu peste 13.000 de parașutiști, au fost transportate spre zonele de parașutare cu 12 avioane de mare capacitate și au fost mult mai puțin norocoase decât cele ale camarazilor britanici. Pentru a asigura elementul supriză, cele două divizii trebuiau să fie transportate spre Normandia pe o rută dinspre vest. Numeroși factori au contribuit la eșecul parțial al misiunii lor, dar cel mai important a fost acela că s-a hotărât efectuarea unei operațiuni masive de parașutare în timpul nopții, tactică care nu a mai fost folosită nicioadată mai apoi pe timpul războiului. Rezultatul a fost acela că 45% dintre unități au fost puternic împrăștiate și nu au mai reușit să se reunească. Eforturile primelor valuri ale echipelor de „marcatori”, care trebuiau să facă zonele de parașutare ușor de regăsit, s-au dovedit un eșec de proporții, sistemul de radare traspodere Rebecca/Eureka folosite pentru ghidarea avioanelor de transport fiind total ineficiente.
Primele trei regimente ale Diviziei a 101-a au fost lansate între 00:48 și 01:40, urmate de Divizia a 82-a parașutată între 01:51 și 02:42. Fiecare operațiune a presupus implicarea a aproximativ 400 de avioane C-47. Planoarele care au aterizat în zorii zilei au adus tunuri antitanc și trupe de sprijin pentru fiecare divizie. În seara zilei de 6 iunie, au mai aterizat planoare aducând Diviziei a 82-a două batalioane de artilerie și 24 de tunuri de câmp. Un alt val de planoare aterizat pe 7 iunie a adus în sprijinul Diviziei a 82-a și Regimentul al 325-lea de infanterie aeropurtată. În aceeași zi s-au mai încercat efectuarea a două parașutări de provizii, care nu și-au atins însă scopul.
După aproape o zi, doar 2.500 de soldați ai Diviziei a 101-a și 2.000 ai celei de-a 82-a se aflau sub controlul comandanților lor de divizie, adică aproximativ o treime dintre toți parașutiștii. Dispersia foarte mare a parașutiștilor americani a avut și un efect pozitiv, năucind și fragmentând răspunsul apărătorilor germani. În plus, măsurile defensive luate de germani pentru inundarea terenurilor joase au ajutat la protejarea flancului sudic al americanilor de atacurile naziste.
Parașutiștii au continuat să rătăcească și să lupte în spatele liniilor inamice timp de mai multe zile. În timpul deplasării, parașutiștii rătăciți au reușit să formeze mici grupuri eterogene, conduse de subofițeri sau ofițeri foarte tineri. Divizia a 82-a a reușit să ocupe Sainte-Mère-Église în dimineața zilei de 6 iunie, această localitate fiind proclamată primul oraș eliberat în timpul Operațiunii Overlord.

### Debarcările amfibii

#### Plaja Sword

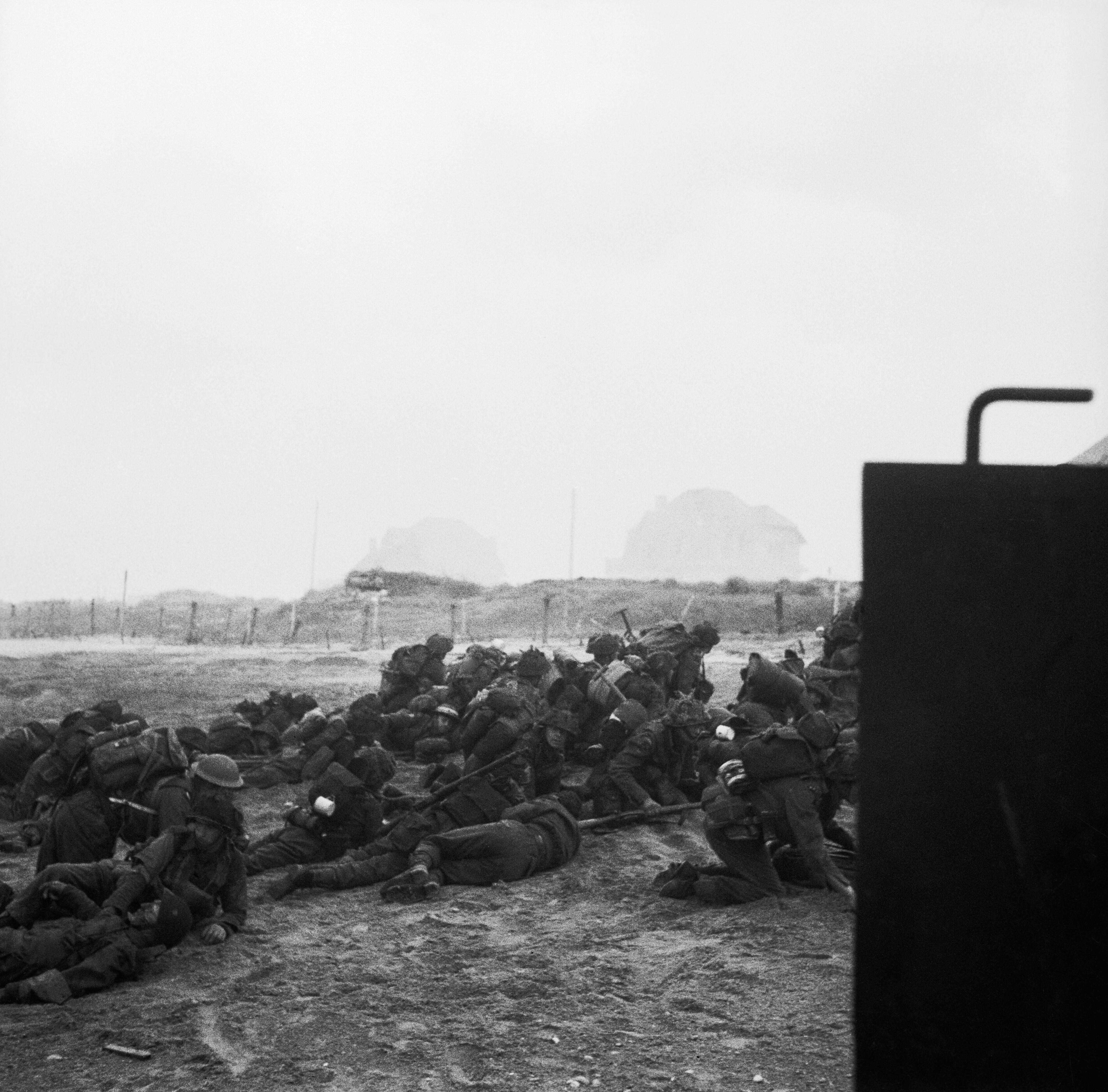
Soldații britanici încercând să se adăpostească după debarcarea pe Plaja Sword.

Operațiunile de pe Plaja Sword au început la ora 03:00 cu un bombardament aerian al bateriilor de coastă germane. Bombardamentul naval a început la scurtă vreme după aceea. La 07:30, primele unități de desant atingeau plajele. Acestea erau tancurile amfibii ale Brigăzilor a 13-a și a 18-a husari, urmate imediat de Brigada a 8-a de infanterie.
Pe Plaja Sword, infanteria britanică a debarcat fără a suferi pierderi mari. Britanicii au înaintat aproximativ 8 km până la sfârșitul zilei, dar nu au atins cele mai multe obiective ambițioase trasate de Montgomery. În principal, era vorba de cucerirea Caenului, care a fost eliberat de abia pe 8 august.
Brigada I a serviciilor speciale a debarcat în al doilea val, având ca avangardă două subunități franțuzești. Debarcarea acestei brigăzi a ajuns să fie faimoasă datorită faptului că a fost condusă de cimpoiașul Bill Millin. Comandourile franceze și britanice au avut ținte separate în Ouistreham: francezii un bloc de locuințe și un cazinou iar britanicii două baterii de artilerie care țineau sub control plajele. Blocul s-a dovedit rezistent în fața armelor antitanc ale comandoului, dar cazinoul a fost cucerit cu ajutorul unui tanc „Centaur”. Comandoul britanic a reușit să cucerească ambele baterii, dar nu au găsit niciun tun acolo. Piesele de artilerie fuseseră mutate cu ceva timp mai înainte. Comandourile au lăsat sarcina curățării regiunii de focarele de rezistență germane în seama infanteriștilor și s-au alăturat brigăzii lor, care a venit în sprijinul Diviziei a 6-a aeropurtate care lupta în interiorul teritoriului francez.

#### Plaja Juno
Forțele canadiene care au debarcat pe Plaja Juno au trebuit să facă față focului a 11 baterii grele de tunuri de 155 mm, a 9 baterii de tunuri de 75 mm și a cuiburilor de mitralere grele. Germanii erau apărați de fortificații diferite și cazemate și de o faleză de două ori mai înaltă decât cea de pe plaja Omaha. Primul val de debarcare a suferit pierderi de aproximativ 50%. Folosirea tancurilor a fost un succes pe plaja Juno, unele tancuri debarcând chiar înaintea infanteriei, ajutând de cele mai multe ori la deschiderea unei căi sigure înspre interiorul teritoriului.

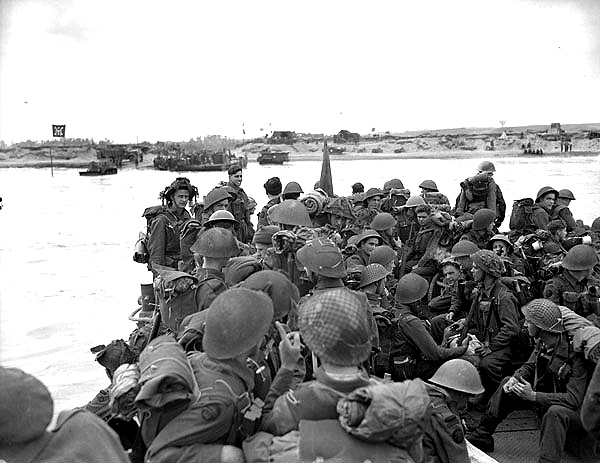
Soldații ai comandoului Royal Canadian Navy Beach Commando "W" în timpul debarcării pe Plaja Mike, sectorul Juno al capului de pod din Normandia. 6 iunie 1944

În ciuda tuturor piedicilor, canadienii au reușit să cucerească plaja în numai câteva ore și au început înaintarea în interior. „Regimul al 6-lea blindat canadian” (Regimentul I husari) și „The Queen's Own Rifles of Canada” și-au atins obiectivele de pe 6 iunie și au traversat șoseaua Caen–Bayeux la aproximativ 15 km în interiorul teritoriului. Unitățile canadiene au fost singurele unități aliate care și-au atins aproape toate obiectivele ordonate pentru prima zi, deși au fost nevoite la un moment dat să se retragă câțiva kilometri pe poziții defensive mai puternice. Trebuie amintit că nu a fost cucerită stația radar de la Douvres și nu s-a reușit stabilirea legăturii cu plaja Sword.
Pe la sfârșitul Zilei Z, 15.000 de canadieni debarcaseră cu bine, iar Divizia a 3-a de infanterie canadiană intrase mai adânc în teritoriul Franței decât orice altă forță aliată, deși avusese parte de o puternică rezistență pe plaje și de violențe în zilele de 7 și 8 iunie.

#### Plaja Gold
Pe Plaja Gold, aliații au suferit pierderi grele, în principal din cauza întârzierii debarcării tancurilor amfibii, cât și din cauza puternicelor fortificații de pe plajă și din imediata apropiere. Cu toate aceste, Divizia a 50-a de infanterie (Northumbrian) a reușit să depășească aceste probleme și a înaintat până la periferia orașului Bayeux până la sfârșitul zilei. Cu excepția canadienilor de pe Plaja Juno, nicio divizie nu a ajuns mai aproape de obiectivele lor decât militarii din Divizia a 50-a.
Comandoul britanic nr. 47 a debarcat pe Gold la est de Le Hamel. Ei aveau ca sarcină să intre adânc în teritoriul francez, să-și schimbe direcția de deplasare spre vest, să mărșăluiască 16 km prin teritoriul controlat de germani și să atace portul Port en Bessin dinspre spate. Acest port de pe extrema flancului drept al britanicilor era bine adăpostit de falezele de calcar și era unul dintre primele porturi care putea fi folosit de aliați pentru aducerea de provizii, inclusiv de combustibil pompat prin conducte subterane din vasele cisternă ancorate în larg.

#### Plaja Omaha

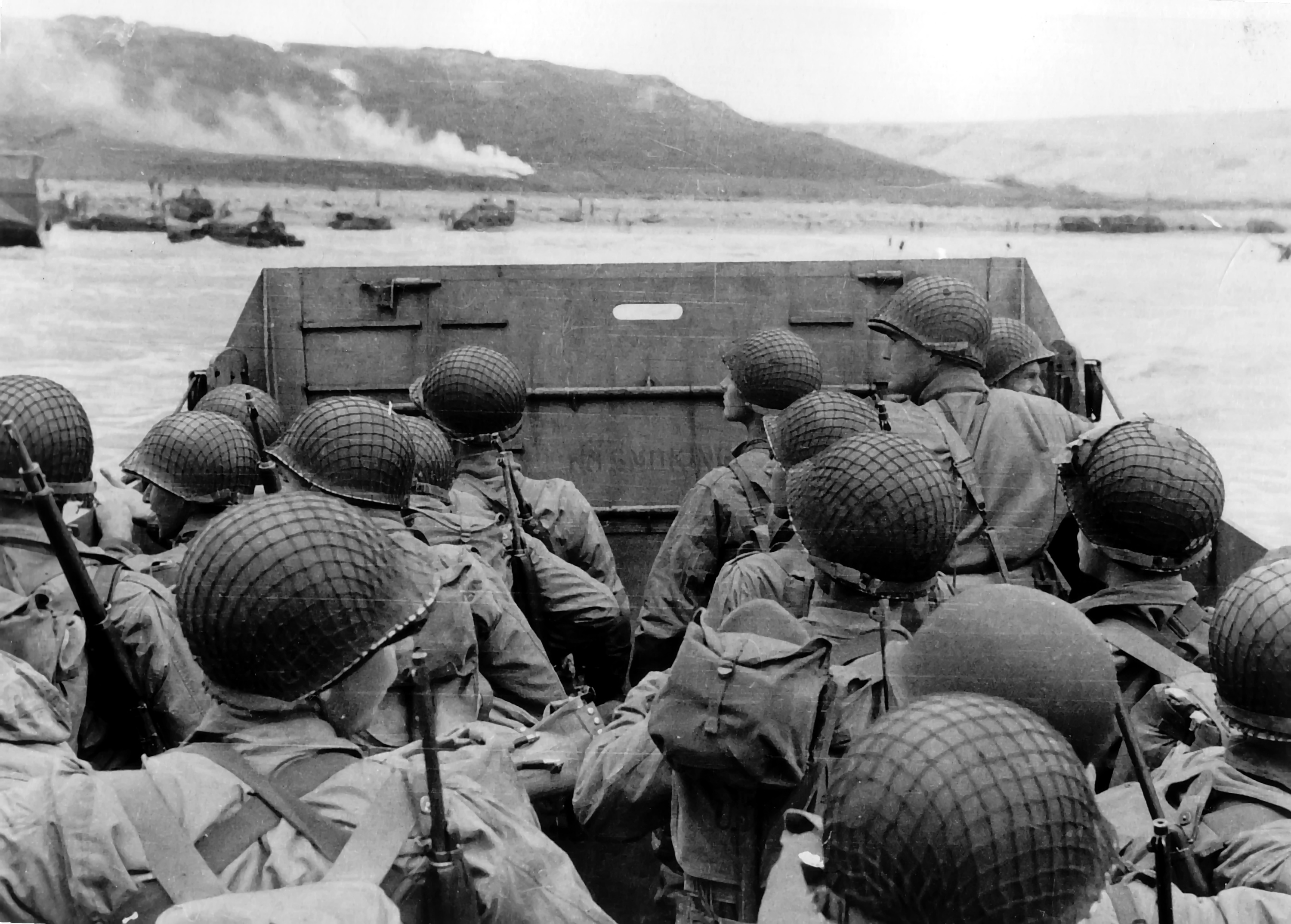
Trupele americane într-un vas de debarcare în apropierea Plajei Omaha pe 6 iunie 1944.

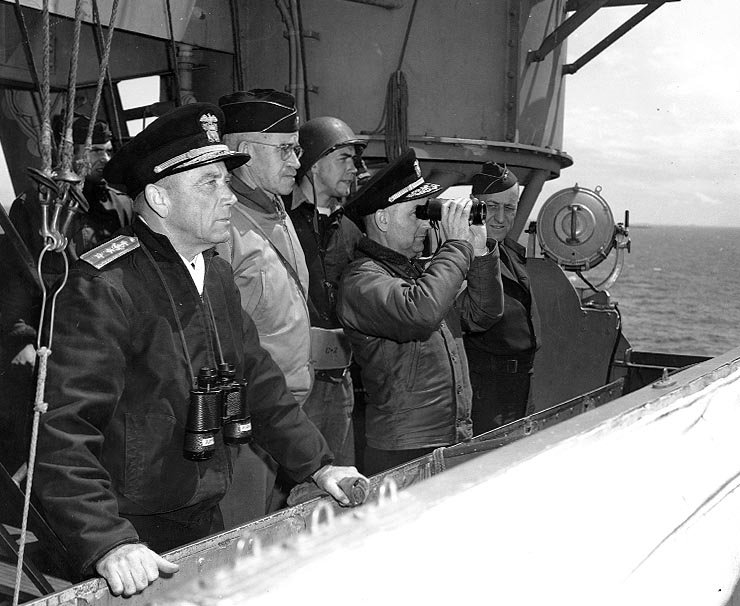
Ofițeri superiori la bordul USS Augusta în timpul invaziei din Normandia. Generalul Omar Bradley este al doilea din stânga

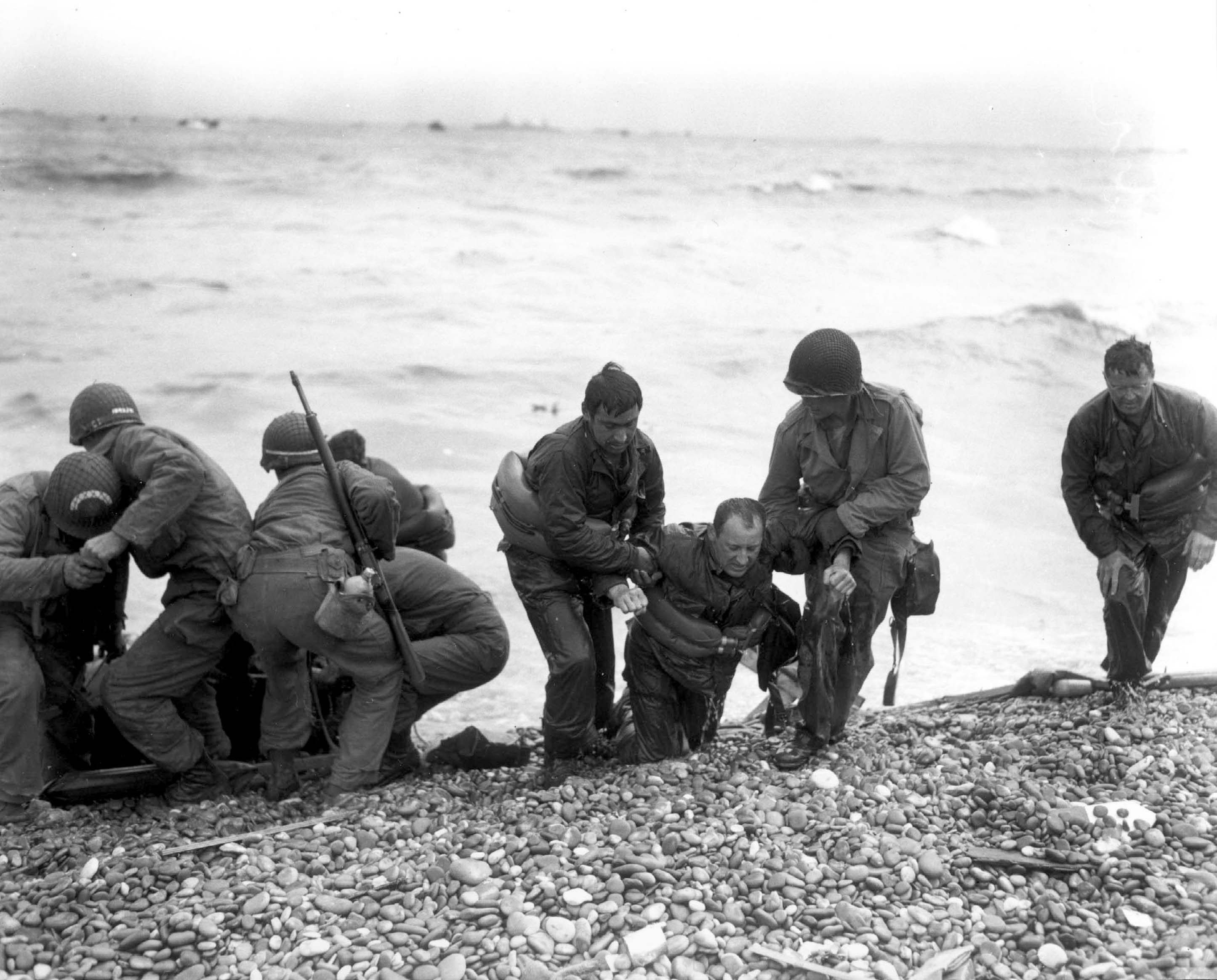
Supraviețuitorii unui transportor de trupe scufundat în apele Plajei Omaha

Elementele Diviziilor I și celei de-a 29 infanterie au trebuit să facă față Diviziei a 352-a de infanterie germană, încadrată cu veterani ai războiului, unii dintre cei mai bine pregătiți soldați germani de pe plaje. Spionajul aliat nu a reușit să afle că Divizia a 716-a de infanterie, încadrată cu soldați slab antrenați, fusese înlocuită cu Divizia a 352-a încă din martie. Omaha era cea mai puternic fortificată plajă, cu faleze înalte apărate de mortiere, mitraliere și artilerie. În plus, bombardamentele aeriene și navale aliate nu reușiseră să distrugă bunkerele germane. Dificultățile de navigație au cauzat deriva majorității vaselor de debarcare spre est, ceea ce a dus la ratarea sectoarelor desemnate. Primele valuri de tancuri, infanterie și geniști au suferit mari pierderi. Soldații debarcați au reușit să efectueze doar câteva spărturi în lanțurile de obstacole de pe plajă, ceea ce a creat probleme mari valurilor următoare de desant. Drumurile de ieșire de pe plaje, puternic apărate, nu au putut fi cucerite, iar la două ore după prima debarcare plajele erau pline de infanteriști, fiind oprite alte desantări. Comandanții aliați au luat la un moment dat în calcul abandonarea acestui cap de pod. Pe plaje, mici formații aliate formate ad-hoc, sprijinite de artileria navală și de cele câteva tancuri care supraviețuiseră, au reușit în cele din urmă să străpungă apărarea germană în falezele mai slab apărate. Imediat au fost autorizate debarcările unor noi unități de infanterie, care au exploatat breșele făcute de primele pătrunderi. La sfârșitul zilei, fuseseră stabilite două capete de pod izolate. Pierderile americanilor pe plaja Omaha în prima zi de invazie fuseseră de aproximativ 3.000 de oameni dintr-un total de 34.000 de militari debarcați. Cele mai multe pierderi ale americanilor au fost suferite în primele zile. Germanii au pierdut aproximativ 1.200 de oameni – morți, dispăruți sau răniți. Capetele de pod firave au fost extinse în următoarele câteva zile, iar obiectivele inițiale ale zilei de 6 iunie au fost îndeplinite în ziua D+3.

#### Pointe du Hoc
Amplasamentul masiv din beton armat de pe creasta falezei Pointe du Hoc a fost desemnat ca obiectiv al Batalionului al 2-lea comando de sub comanda lui James Earl Rudder. Pentru a-și îndeplini misiunea, luptătorii aliați trebuiau să escaladeze pe corzi și scări sub focul inamicului un perete abrupt înalt de 100 m, să atace și să distrugă tunurile, despre care se credea că țin sub control plajele Omaha și Utah. Comandanții aliați nu știau că tunurile fuseseră mutate mai înainte de Ziua Z, și comandourile ar trebuit să înainteze adânc în teritoriul inamic în speranța că vor depista piesele de artilerie și le vor distruge. În ciuda faptului că tunurile fuseseră mutate, fortificațiile rămâneau ținte importante, de vreme ce un singur observator de artilerie plasat aici putea dirija focul german cu mare precizie. Atacul comandourilor americane a fost încununat de succes și fortificațiile au fost cucerite. Ei au continuat să lupte încă două zile pentru a-și păstra poziție, pierzând aproximativ 60% din efective.

#### Plaja Utah
Pierderile aliaților înregistrate pe Plaja Utah au fost cele mai scăzute din întreaga zonă de invazie – 197 soldați din cei aproximativ 23.000 debarcați. Divizia a 4-a infanterie a debarcat din greșeală în altă locație, din cauza curenților puternici care le-a împins vasele de desant spre sud-est. În loc să debarce în sectoarele numite „Tare Green” și „Uncle Red”, soldații diviziei au debarcat în sectorul „Victor”, unul dintre cele mai slab apărate sectoare. După cucerirea plajei, Divizia a 4-a a fost capabilă să înainteze relativ ușor în adâncimea teritoriului controlat de inamic, ajungând în sectoarele deja cucerite de regimentele de parașutiști 502 și 506 ale Diviziei a 101-a aeropurtată. Această debarcare accidentală a fost totuși un succes pentru aliați. Generalul de brigadă Theodore Roosevelt Jr, comandantul adjunct al Diviziei a 4-a, debarcat pe plajele Normandiei odată cu soldații din subordine a făcut celebra sa declarație: „We will start the war from right here. (Vom începe războiul chiar de aici)”. Până seara, divizia a reușit să facă legătura cu elementele Diviziei a 101-a. Pierderile americanilor pe această plajă au fost scăzute, iar înaintarea lor a fost mai rapidă decât se plănuise, ceea ce a transformat accidentul inițial într-un succes.

## Monumente comemorative și turismul în zonă

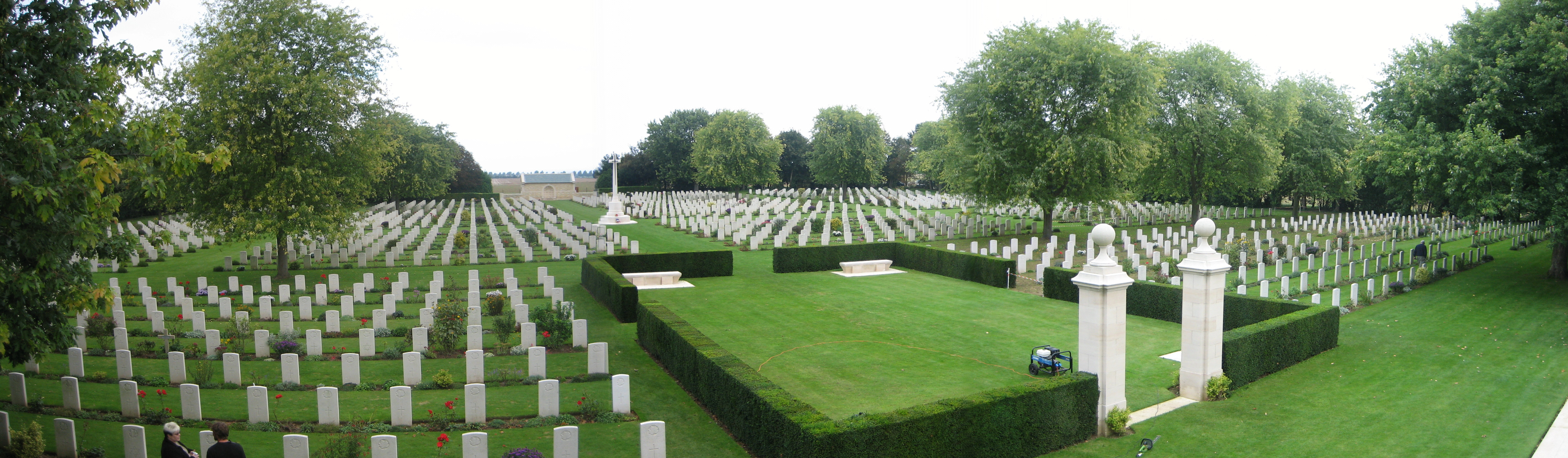
Cimitirul militar canadian de la Bény-sur-Mer

Plajele din Normandia mai sunt încă denumite pe hărți cu numele de cod din timpul invaziei aliate din 1944. În regiune se află mai multe cimitire militare întinse – cimitirul american de la Colleville-sur-Mer, candian de la Bény-sur-Mer, german de la La Cambe, polonez și alte câteva.
Străzile localităților de lângă plaje au primit numele unităților care au luptat aici, plăci memoriale amintind de luptele mai grele din zonă. În puncte importante precum Pointe du Hoc și Podul Pegasus au fost dezvelite plăci memoriale, au fost edificate monumente sau au fost deschise mici muzee. Portul artificial Mulberry este încă plasat pe poziție la Arromanches. În Sainte-Mère-Église, de crucea bisericii atârnă un manechin îmbrăcat în uniforma parașutiștilor aliați. Pe plaja Juno, guvernul canadian a construit „Juno Beach Information Centre” în cinstea unuia dintre cele mai importante evenimente ale istoriei militare canadiene. În Caen a fost deschis un mare Muzeu al Păcii, dedicat mai puțin debarcării din Normandia, cât mai degrabă problemelor păcii mondiale.
În fiecare an pe 6 iunie, desenatorul american și veteran al debarcării din Normandia Charles M. Schulz (1922–2000) își rezerva banda de desene din revista Peanuts pentru onorarea camarazilor săi căzuți la datorie în Ziua Z.